# Hisonotus paulinus
Hisonotus paulinus — вид риб з роду Hisonotus родини Лорікарієві ряду сомоподібні. Інша назва «гісонотус золотаво-бежевий».

## Опис
Загальна довжина сягає 4 см. Голова доволі велика. Очі маленькі. Морда майже округла з маленькими одонтодами (шкіряними зубчиками). Вуси короткі. Верхня щелепа трохи довша за нижню. Тулуб стрункий, трохи опецькуватий, вкритий дрібними кістковими пластинками. Черево вкрито пластинками, що розкидані довільно. Спинний плавець витягнутий назад, торкається тіла. Грудні плавці довгі з 1 жорстким променем. На задньому краї шипа присутні зазубрини. Черевні плавці значно поступаються грудним. Жировий плавець відсутній. Анальний плавець маленький. Хвостовий плавець добре розвинений, широкий, з виїмкою.
Забарвлення світло-коричневе з золотавими крапками й рисками. Нагадує забарвленням павича.

## Спосіб життя
Є бентопелагічною рибою. Віддає перевагу прозорій і чистій воді. Зустрічається в невеличких річках з піщано-мулистим дном. Миролюбна риба. Активна вдень. Живиться водоростевими обростаннями.

## Розповсюдження
Мешкає у річці Тете.